# Neu-Stolzenburg
Neu Stolzenburg ist ein Ortsteil der Gemeinde Schönwalde im Landkreis Vorpommern-Greifswald im Osten Mecklenburg-Vorpommerns (Deutschland). Die Gemeinde wird vom Amt Uecker-Randow-Tal mit Sitz in der Stadt Pasewalk verwaltet.

## Geografie
Neu Stolzenburg liegt 4 Kilometer nordwestlich der Stadt Pasewalk, 40 Kilometer südöstlich von Anklam und 24 Kilometer südlich von Ueckermünde. Neu Stolzenburg und die Gemeinde liegen auf einer Hochfläche mit Erhebungen über 50 m. Zur Uecker fällt das Gelände dann aber bis auf wenige Meter ab. Die Gegend ist von mehreren bahndammartigen Osern durchzogen, die aus der letzten Eiszeit stammen.

## Geschichte
Neu Stolzenburg hat keine lange Geschichte. Lediglich 100 m nördlich des westlichen Ortsausganges stand bis 1887 ein Großsteingrab aus dem Neolithikum (4500 bis 1800 vdZ), das durch Steinschläger für den Straßenbau zerschlagen wurde.
Der Ort wurde erst mit dem Ende des Zweiten Weltkrieges und der Bodenreform in der Sowjetischen Besatzungszone neu angelegt. An der Kreisstraße 7 zwischen Stolzenburg und Blumenhagen wurden ca. 8 Neubauernhöfe gebaut. Das enteignete Land stammt wohl vom 2 km entfernten Gut Blumenhagen, denn Stolzenburg war ja ein Bauerndorf. Neu Stolzenburg wurde aber Stolzenburg zugeordnet und deshalb auch so benannt.
Südlich des Ortes befindet sich ein ca. 1,2 km langer Oser, der aber am nördlichen Ende zum Kiesabbau genutzt wurde. Wegen des Naturschutzes für diese eiszeitlichen Relikte wurde der Abbau eingestellt und die Grube renaturiert.
Das Kreisgebiet war im Kernbereich identisch mit dem seit 1818 bestehenden Landkreis Ueckermünde, der 1939 um 32 Gemeinden des ehemaligen Landkreises Randow erweitert wurde und 1945 durch die Oder-Neiße-Linie getrennt wurde. Der vorpommersche Kreis wurde am 25. Juli 1952 aus dem zwei Jahre zuvor geschaffenen Kreis Pasewalk ausgegliedert und gehörte nach Auflösung der Länder dem neu gebildeten Bezirk Neubrandenburg an. Am 12. Juni 1994 wurde der Kreis (seit dem 17. Mai 1990 wieder als Landkreis bezeichnet) aufgelöst. Das Gebiet bildete seither bis zur Kreisgebietsreform 2011 zusammen mit Teilen der ebenfalls aufgelösten Landkreise Pasewalk und Strasburg den Landkreis Uecker-Randow.

## Kultur und Sehenswürdigkeiten

### Grünflächen und Naherholung
- Oser von Sandkrug über Schönwalde bis Stolzenburg 4,2 km lang mit einem 1,2 km langen Ableger bei Neu Stolzenburg.

## Wirtschaft und Infrastruktur

### Verkehr
Südlich des Ortes verläuft die A 20. Östlich des Ortes verläuft seit 1863 die Bahnstrecke Greifswald–Stralsund und weiter östlich die Bundesstraße 109. Seit 1884 führte nördlich am Dorf vorbei die Bahnlinie Neubrandenburg - Stettin, hatte aber nach der Ortsgründung keinen Haltepunkt.
Über die nahe Stadt Pasewalk bestehen Bahn- und Straßen- sowie Autobahnanschlüsse in alle Richtungen. Der Flugplatz Pasewalk befindet sich in der Nähe des Ortsteils Stolzenburg, in Franzfelde.